# LatinSat
LatinSat es una constelación de satélites de comunicaciones argentinos en órbita baja diseñada para crear un sistema global de comunicaciones y transmisiones de datos. En su forma final constará de 64 satélites.
Los satélites LatinSat son de categoría picosatélite, pesando cada uno de ellos unos 12 kg. Los dos primeros fueron lanzados a bordo de un cohete Dnepr-1 el 20 de diciembre de 2002 desde el cosmódromo de Baikonur.